# Lee Yoo-hyung
Lee Yoo-hyung (hangul 이유형, hancha 李裕瑩; ur. 21 stycznia 1911 w Sinch’ŏn, zm. 29 stycznia 2003 w Seulu) – japoński piłkarz pochodzenia koreańskiego, później piłkarz koreański, reprezentant kraju.

## Kariera klubowa
Jako piłkarz grał w klubie Keijo SC.

## Kariera reprezentacyjna
W reprezentacji Japonii zadebiutował 16 czerwca 1940 w meczu przeciwko reprezentacji Filipin. Był rezerwowym zawodnikiem reprezentacji Korei Południowej na igrzyskach olimpijskich w 1948 w Londynie.

## Statystyki
| Reprezentacja Japonii | Reprezentacja Japonii | Reprezentacja Japonii |
| Rok                   | Mecze                 | Gole                  |
| --------------------- | --------------------- | --------------------- |
| 1940                  | 1                     | 0                     |
| Razem                 | 1                     | 0                     |